# III Torneio Presidente da Rússia
O III Torneio Presidente da Rússia ou President of Alaniya International Cup foi um torneio amistoso de futebol realizado na cidade de Vladikavkaz, na Rússia, em 1996.

## Participantes
- Alania Vladikavkaz : Campeão Russo de 1995
- Auxerre : Campeão Francês de 1995-1996
- Botafogo : Campeão Brasileiro de 1995
- Valencia : Vice Campeão da Copa do Rey de 1994-1995

## Partidas

### Semi-final 1
| 3 de Agosto de 1996 | Alania Vladikavkaz              | 2 – 3  | Valencia                              | Vladikavkaz, Rússia Público: 35.000 |
|                     | Suleymanov 54' · Suleymanov 75' | Report | Karpin 45' · Fernando 49' · Viola 62' |                                     |

- Alania: Khapov, Pagayev, Skish (Revishvili.46), Korniyenko (Timofeyev.63),Jioyev(Kasymov.34), Tetradze, Tedeyev, Yanovsky, Agayev, Sergeyev(Botsiyev.46), Suleymanov.
- Valencia: Zubizarreta, Engonga, Otero, Camarasa, Romero (Suarez.61),Escurza (Mendieta.90), Ferreira, Moya, Viola (Poyatos.84),Fernando, Karpin.

### Semi-final 2
| 3 de Agosto de 1996 | Auxerre    | 1 – 3  | Botafogo                                                      | Vladikavkaz, Rússia Público: 25.000 |
|                     | Marlet 71' | Report | Marcelo Alves 11' · Túlio Maravilha 25' · Túlio Maravilha 80' |                                     |

- Botafogo: Wagner, Wilson Goiano, Gottardo, Grotto, Souza, Jefferson, Tulio, Otacílio (França.60), Sorato (Zé Carlos.71), Marcelo Alves(Muller.75), Bentinho.
- Auxerre: Charbonnier, Danjou, Goma, Silvestre, Zelic, Henna, Tasfaout (Laslandes.80), Lamouchi, Deniaud (Marlet.46), Sibierski (Lachuer.67),Diomède.

### Disputa do 3º Lugar
| 4 de Agosto de 1996 | Alania Vladikavkaz | 1 – 1  | Auxerre       | Vladikavkaz, Rússia Público: 18.000 |
|                     | Botsiyev 12'       | Report | Sibierski 54' |                                     |

|                                                  |       | Penalidades                                         |  |
| Timofeyev: Pagayev: Besayev: Datdeyev: Botsiyev: | 2 – 4 | Deniaud: Silvestre: Sibierski: Laslandes: Lamouchi: |  |

- Alania: Kramarenko, Botsiyev, Derkach (Dzulayev.61), Skish (Pagayev.61),Korniyenko (Timerlan Jioyev.61), Timofeyev, Datdeyev, Bitarov,Kasymov (Beriyev.46), Bakayev (Besayev.46), Sikoyev.
- Auxerre: Charbonnier, Goma, Radet, Silvestre, Zelic, Henna, Marlet (Deniaud.82), Lamouchi, Laslandes, Sibierski, Diomède (Lachuer.44).

### Final
| 4 de Agosto de 1996 | Botafogo            | 1 – 1  | Valencia     | Vladikavkaz, Rússia Público: 15.000 |
|                     | Túlio Maravilha 57' | Report | Mendieta 78' |                                     |

|                                              |       | Penalidades                                  |  |
| Jefferson: Bentinho: Souza: Gottardo: Tulio: | 5 – 4 | Mendieta: Karpin: Hurtado: Romero: Fernando: |  |

- Botafogo: Wagner, Wilson Goiano (Muller.46), Gottardo, Grotto, Souza, Jefferson,Tulio, Otacílio, Sorato (França.33), Marcelo Alves (Marcos Aurélio.63),Bentinho.
- Valencia: Bartual, Navarro, Engonga, Campo, Mendieta, Saens, Suarez(Romero.46), Hurtado, Poyatos, Angulo (Fernando.88), Viola (Karpin.63).

## Artilharia
| Gols | Nome          | Time     |
| 3    | Túlio         | Botafogo |
| 2    | Suleymanov    | Alaniya  |
| 1    | Karpin        | Valencia |
| 1    | Fernando      | Valencia |
| 1    | Viola         | Valencia |
| 1    | Marcelo Alves | Botafogo |
| 1    | Marle         | Auxerre  |
| 1    | Botsiyev      | Alaniya  |
| 1    | Sibierski     | Auxerre  |
| 1    | Mendieta      | Valencia |

## Campeão
| III Torneio Presidente da Rússia: Botafogo (invicto) |
| ---------------------------------------------------- |